# Prorella albida
Prorella albida là một loài bướm đêm trong họ Geometridae.